# MIL-STD-810
MIL-STD-810 — низка стандартних параметрів для лабораторних випробувань військового стандарту США (англ. United States Military Standard), що дозволяють визначити стійкість широкого переліку обладнання до всіляких впливів у непольових умовах. Крім цього ці параметри дозволяють створювати обладнання для відтворення таких впливів. Проходження випробувань за цим стандартом, а саме останньою його версією — MIL-STD-810G, є необхідним для участі в замовленнях на постачання техніки та складників для Міністерства оборони США (Department of Defense) і НАТО.
Як це часто буває, розроблений для потреб оборонної промисловості, стандарт став затребуваним і в комерційній діяльності (для обладнання для абонентського радіозв'язку, наприклад для телефонів). Компанії, що працюють у будівництві, гірничому видобутку, морському і авіатранспорті та інших сферах комерційної діяльності, пов'язаної з підвищеним ризиком для людей і обладнання, також користуються стандартом під час закупівлі обладнання; стандарт використовують люди ризикованих професій, екстремали і туристи. Найчастіше в комерції зустрічаються 2 останні версії стандарту:
- MIL-STD-810F, що вийшов 1 січня 2000 року; остання редакція документа — 5 травня 2003 року[3];
- MIL-STD-810G, яка діє у своїй першій редакції 31 жовтня 2008 року та на момент написання статті (18 жовтня 2013 року)[4].

## Призначення стандарту MIL-STD-810
- визначення впливальних послідовностей, їх тривалості і величини під час служби обладнання;
- використання для розробки методів лабораторного випробування обладнання та його життєвих циклів;
- оцінювання ефективності обладнання за впливу несприятливого навколишнього середовища;
- виявлення дефектів у конструкції, матеріалах, виробничих процесах, технології пакування та методах обслуговування;
- підтвердження відповідності контракту.

## Організація та контроль стандартизації
До 1999 року стандарт MIL-STD-810 підтримували і доповнювали низка департаментів у структурі Міністерства оборони США, що належать до того ж до різних підрозділів (сухопутних, морських і повітряних). Від 1999 року контроль і редагування стандарту підтримує спеціально створена служба ATEC (US Army Test and Evaluation Command) — служба з тестування, аналізу та обробки даних щодо обладнання армії. Зміна в організації пов'язана з необхідністю оперативнішої розробки методів тестування, а результат реорганізації — частіші оновлення редакцій стандарту і краща їх відповідність вимогам часу. Наприклад, нова редакція MIL-STD-810G, стала найбільшою зміною стандарту, яка будь-коли проводилася, від його найпершої редакції 14 червня 1962 року. Зокрема, повністю переглянуто методологію тестування стійкості до вібрацій і трясіння з метою кращої відповідності реальним умовам.
Спектр умов навколишнього середовища, тестованих за стандартом MIL-STD-810:
- тест висоти методом високого і низького тиску,
- вплив високих і низьких температур, а також температурний шок (зокрема в робочому стані і стані зберігання),
- дощ, зокрема крижаний дощ,
- вологість, грибки, соляний туман для тестування корозієстійкості,
- пісок і пил,
- піротехнічний удар, тобто тестування у вибухонебезпечній атмосфері,
- проточна вода,
- прискорення,
- вібрація від стрільби,
- трясіння під час транспортування,
- вібрації за різними осями, акустичні шуми,
- стійкість до сонячних променів тощо.

Важливою є правильна оцінка застосовуваного тестування для реальних польових умов, тобто правильне екстраполювання результатів тестів, оскільки тестування лабораторне. Крім того, стандарт не встановлює конструкцій і специфікацій тестування, розглядаючи тільки перелік стресових середовищ, з якими обладнання стикається під час служби. Тобто стандарт MIL-STD-810 не дає гарантії, що прилади, які пройшли серію лабораторних випробувань, пройдуть і польові випробування.

## Історія розвитку стандарту
Інститут екологічних наук і технологій (Institute of Environmental Sciences and Technology (IEST)) випустив 2008 року «Історію публікацій та обґрунтування MIL-STD-810», щоб простежити розвиток стандарту з плином часу. У ній описано процес розвитку методів випробувань, обґрунтування багатьох процедурних змін та зроблено спробу зазирнути в майбутнє розвитку стандарту.
Прямим предком стандарту можна вважати документ (AAF Specification 41065, Equipment — General Specification for Environmental Test of), розроблений 1945 року Військово-повітряними силами США, що надає методологію тестування обладнання в змодельованих умовах навколишнього середовища. Через 20 років ВПС США випустили технічний звіт, який містив дані про розвиток природних і штучних кліматичних випробувань, призначених для аерокосмічної та наземної техніки. Призначався звіт для інженерів-проєктувальників військової техніки.

### Роки редакцій стандарту
| Версія стандарту | Дата першої публікації | Примітка |
| ---------------- | ---------------------- | --- |
| MIL-STD-810      | 14 червня 1962         | Про мету стандарту: одне речення під заголовком «мета» вказує, що методи лабораторних випробувань повинні бути посібником для тих, хто готує екологічну частину докладних специфікацій. Одне речення щодо пошиття одягу. |
| MIL-STD-810A     | 23 червня 1964         | Не відрізняється від MIL-STD-810 |
| MIL-STD-810B     | 15 червня 1967         | Цілі стандарту змінюються, в «Мету» внесено таке: стандарт встановлює методи визначення опору обладнання впливу природних і штучних середовищ, властивих військовим операціям. Одне речення щодо пошиття одягу. |
| MIL-STD-810C     | 03 жовтня 1975         | Не відрізняється від MIL-STD-810B |
| MIL-STD-810D     | 19 липня 1983          | Конструкційний розділ пояснює, як користуватися параметрами стандарту для визначення довготривалості служби обладнання і техніки. Включає діаграми процесів для правильного проєктування лабораторних комплексів. |
| MIL-STD-810E     | 14 липня 1989          | Не відрізняється від MIL-STD-810D, але доповнено частину інструкції з поясненнями для проєктувальників обладнання, в якій наведено пояснення, як правильно екстраполювати результати тестування. |
| MIL-STD-810F     | 01 січня 2000          | Розділено на кілька великих розділів. Розширено пояснення, як правильно користуватися параметрами, приділено багато уваги класифікації обладнання і техніки, яка має розділити методи тестування на обладнанні в залежності від його застосування. Наприклад, низка тестів для кораблів ВМФ явно не застосовні до авіаційного обладнання, але це не означає, що вони не проходять за стандартом. З цього моменту починається широке використання стандарту в комерції, оскільки поділ тестів за застосуванням полегшив і зробив зрозумілим їх застосування в цивільній сфері. У MIL-STD-810F додатково визначено методи випробувань, які не просто копіюють реальні умови, а відтворюють події, які можуть трапитися протягом терміну служби обладнання. |
| MIL-STD-810G     | 31 жовтня 2008         | До виходу MIL-STD-810G наступні видання містили ті ж по суті фрази, не вдаючись у подробиці. MIL-STD-810G, що вийшов 2008 року, став найсерйознішою і докладною зміною стандарту, сфокусувавшись при цьому на тестах протиударності і стійкості до вібрацій. У MIL-STD-810G величезну роль відіграє наближення цих тестів до реальних умов. У MIL-STD-810G реалізовано метод «527 виклику» для тесту вібрацією, замінюючи 3 тести за осями одним, з застосуванням багатоосьового трясіння, яке найповніше відповідає реальному трясінню. |
| MIL-STD-810H     | 31 січня 2019          | MIL-STD-810H, що вийшов 2019 року, визначає процес екологічної адаптації, що забезпечує відповідність конструкцій і методів випробувань реальним вимогам до продуктивності системи. |

Порівняти різні редакції стандарту легко, оскільки вони відкриті й доступні в інтернеті.

## Перелік тестів останньої редакції стандарту— MIL-STD 810G
- 500.5 Низький тиск (висота).
- 501.5 Висока температура.
- 502.5 Низька температура.
- 503.5 Температурний удар.
- 504.1 Забруднення рідинами.
- 505.5 Сонячне проміння.
- 506.5 Дощ.
- 507.5 Вологість.
- 508.6 Цвіль.
- 509.5 Соляний туман.
- 510.5 Пісок і пил.
- 511.5 Вибухова хвиля.
- 512.5 Герметичність.
- 513.6 Стійкість до механічного прискорення.
- 514.6 Вібрація.
- 515.6 Шум.
- 516.6 Механічний удар і падіння.
- 517.1 Піротехнічний удар.
- 518.1 Кислотний вплив.
- 519.6 Стрілецька зброя.
- 520.3 Температура, вологість, вібрація і висота.
- 521.3 Заморожування й обмерзання.
- 522.1 Балістичний удар.
- 523.3 Віброакустика/температура.
- 524 Заморожування — відтавання.
- 525 Сигнали з реплікації.
- 526 Залізничні впливи.
- 527 Вібрації за різними осями.
- 528 Механічні вібрації суднового обладнання.[4]

### Параметри низки випробувань з MIL-STD-810[4]
| № випробування | Суть методу                                 | Вимога | Примітка |
| -------------- | ------------------------------------------- | --- | --- |
| 516.6          | Механічний удар                             | Увімкнений стан 20 G, 11 мс, напів-синусоїда; Вимкнений стан: 40 G, 11 мс, напів-синусоїда                   | Випробування проводиться, коли виріб перебуває в робочому стані. Втрати працездатності виробу не виявлено.                                                                       |
| 515.6          | Струс                                       | 75 G, 11 мс, напів-синусоїда                                                                                 | Випробування проводиться, коли виріб перебуває в робочому стані прикріпленим до транспортного засобу. Втрати працездатності виробу не виявлено.                                  |
| 514.6          | Вібрація (поза транспортом)                 | Постійна вібрація 0. 04g2/Гц, 20 Гц-1000 Гц-6 дБ / актив. 1000 Гц — 2000 Гц                                  | Випробування проводиться, коли виріб перебуває в робочому стані. Втрати працездатності виробу не виявлено.                                                                       |
| 514.6          | Вібрація (в транспорті)                     | Імітація позашляхового транспортного засобу                                                                  | Випробування проводиться, коли виріб перебуває в робочому стані. Прийнятна тимчасова втрата функції, з подальшим відновленням у автоматичному режимі, без втручання користувача. |
| 507.5          | Відносна вологість                          | Від 0 % до 95 % (+3/-5 %) вологості, 23 °C до 60 °C, 10 циклів 48 год                                        | Випробування проводиться, коли виріб перебуває в робочому стані. Потрапляння вологи всередину корпусу не виявлено.                                                               |
| 505.5          | Сонячне випромінювання                      | 1120 Вт/м2 (355 BTU / фт2 / год) UVB@ 50 °C, 7 циклів по 24 год                                              | Випробування проводиться, коли виріб перебуває в неробочому стані. Вицвітання або деформації пристрою не виявлено.                                                               |
| 506.4          | Дощ                                         | Вітер з дощем 140 л. / м2 / год, 4 циклу (Процедура I) і великі краплі 280 л / м2 / год (Процедура III)      | Випробування проводиться, коли виріб перебуває в робочому стані. Проникнення вологи не виявлено.                                                                                 |
| 510.5          | Пісок і пил (пилова буря)                   | Розмір частинок <149 мкм, густина частинок 10 ± 7 г/м3, швидкість вітру від 1.5 м/с до 8.9 м/с (Процедура I) | Випробування проводиться, коли виріб перебуває в робочому стані. Проникнення піску або пилу не виявлено.                                                                         |
| 509.5          | Солоний туман                               | 5%-ий розчин солі, до 48 годин (12 вологих годин, 12 сухих годин, по 2 цикли)                                | Випробування проводиться, коли виріб перебуває в робочому стані. Деформації пристрою не виявлено. Проникнення вологи не виявлено                                                 |
| 501.5, 502.5   | Робоча температура (температура зберігання) | −20 °C +60 °C (−51° С +75° С)                                                                                | Випробування проводиться, коли виріб перебуває в неробочому стані. Втрати даних не виявлено.                                                                                     |
| 503.5          | Тепловий удар                               | За хвилину від −51° С до + 70° С, три цикли                                                                  | Випробування проводиться, коли виріб перебуває в неробочому стані. Втрати даних не виявлено.                                                                                     |
| 524            | Заморожування                               | 3 цикли, швидка зміна температури                                                                            | Випробування проводиться, коли виріб перебуває в неробочому стані. Проникнення вологи не виявлено.                                                                               |
| 500.5          | Низький тиск (висота)                       | Висота 4500 м. (57,2 кПа) зі зміною висоти 0,61 м/хв                                                         | Випробування проводиться, коли виріб перебуває в робочому стані. Тимчасової нестійкості в працездатності або втрати даних не виявлено.                                           |
| 500.5          | Низький тиск (висота)                       | Висота 12200 м (18,8 кПа) зі зміною висоти 0,61 м/хв                                                         | Випробування проводиться, коли виріб перебуває в неробочому стані. Втрати даних не виявлено.                                                                                     |

## Застосування стандарту в комерції («антивандальна» техніка)
Набуло поширення з моменту публікації 2000 року редакції стандарту F і пов'язане з підвищенням його «гнучкості». Наприклад, тест 528 — Механічні вібрації суднового обладнання — проводиться саме для обладнання, призначеного для військово-морського флоту. По суті, це означає, що будь-який виробник може заявляти на свої товари «відповідає MIL-STD-810», якщо вони проходять хоча б частину таких випробувань. Це зовсім не означає, що вони відповідають усім тестам цього стандарту. Більш того, стандартизація проводиться не однією лабораторією, часто виробники проводять її у внутрішніх або комерційних лабораторіях, що цілком може викликати питання, чи дійсно їхня техніка відповідає стандарту і на якому наборі тестів її випробувано. Виробники найчастіше вважають за краще не розкривати подібної інформації. Прикладом цього є ринок «антивандальної» електроніки. На ньому найчастіше використовується 2 стандарти — MIL-STD-810 і стандарт проти проникнення води і пилу — IP (ступінь захисту оболонки). При цьому вже сама відповідність стандарту IP68 означає автоматичну відповідність низці випробувань за MIL-STD-810G (тестів 506.5, 507.5, 509.5, 510.5, з високою часткою ймовірності 524 і ряду інших). Тому ряд виробників мобільних телефонів позиціюють свою продукцію як «антивандальну» і протиударну, хоча по суті вона такою не є. Тим більше не включають у гарантійне обслуговування послуги з ремонту «битих» апаратів.